# 互聯
互聯或聯邦（英語：federation）是指數個網路提供者同意以某些標準，以合作的方式運作，這個說法也可以用在數個電腦運算上。這個辭彙可以用在描述兩個不相連接，可能有不一樣內部結構的兩個通訊網路交互運作的情形。這的辭彙也可以在用在多個群體一起委派並建立集體權威以防止專案分歧。 
在通訊網路互相連結的過程中，不同系統內部的動作模式（Modus operandi）與互聯的存在沒有關係。
連接兩個不同的網路：
- 雅虎的 Yahoo! Messenger 與微軟的 MSN是互通的。[1]

集體權威：
- MIT X 協會於1998成立，以防止 X Window系統開發的分歧。現今除了微軟Windows之外的所有主要平台皆配有大致兼容的 X 伺服器。[2]
- OpenID - 一種聯邦式身分

在網路系統裡，進行互聯代表使用者可以由一個網路送訊息到另一個網路，這與可以同時操作兩個網路的客戶端軟體是不同的，互聯不是同時與兩個網路互動。舉例來說，2009年 Google 讓 GMail 使用者可以用 Gmail 帳號登入 AIM及時通（AIM）的帳號，但是從 GTalk 帳號或是 XMPP（與 Google/GTalk 進行互聯的協定）送訊息給 AIM 使用者，反之亦然。從2011年5月開始，AIM 與 Gmail 互聯了，兩邊的使用者都開始可以與對方進行通訊。